# Witalij Fokiejew
Witalij Witaljewicz Fokiejew, ros. Виталий Витальевич Фокеев, (ur. 15 lutego 1974 w Rostowie nad Donem) – rosyjski strzelec specjalizujący się w trapie podwójnym, wielokrotny medalista mistrzostw świata i Europy, czterokrotny uczestnik letnich igrzysk olimpijskich (Ateny, Pekin, Londyn, Rio de Janeiro).

## Życiorys
Rosjanin zaczął uprawiać sport w 1994 roku. Jest praworęczny, mierzy z broni prawym okiem. Żonaty, ma dwoje dzieci.

## Przebieg kariery
Na arenie międzynarodowej zadebiutował w 1995 roku, biorąc udział w mistrzostwach świata w Nikozji, na których zajął w swej konkurencji 40. pozycję z wynikiem 127 punktów. W 2004 po raz pierwszy uczestniczył w letnich igrzyskach olimpijskich, na których wywalczył wynik 134 punktów plasujący go na 10. pozycji w tabeli wyników.
W 2006 otrzymał złoty medal mistrzostw świata w Zagrzebiu, natomiast w 2007 zdobył srebrny medal mistrzostw Europy w Grenadzie. Rok później uczestniczył w letnich igrzyskach olimpijskich, na których zajął 16. pozycję z rezultatem 130 punktów. W 2010 oraz 2011 wywalczył drużynowo srebrny medal mistrzostw świata. Na letnich igrzyskach w Londynie zajął 5. pozycję z wynikiem 139 punktów uzyskanym w eliminacjach i 45 punktów w finale.
W 2015 wywalczył złoty medal igrzysk europejskich w Baku, jak również drużynowo srebrny medal mistrzostw świata w Lonato. Rok później wystartował w letniej olimpiadzie w Rio de Janeiro, na której w swojej konkurencji uzyskał wynik 133 punktów i uplasował się z nim 11. pozycji w klasyfikacji. W 2017 zdobył na mistrzostwach świata w Moskwie złoty medal indywidualnie i brązowy drużynowo oraz zdobył indywidualnie tytuł mistrza Europy w Baku.
Kilkadziesiąt razy startował w strzeleckich zawodach Pucharu Świata, pierwszy w karierze na jego podium znalazł się w 2002 w Szanghaju, natomiast pierwszy konkurs tej rangi wygrał w 2006 w Qingyuan.